# Préfecture administrative de la région Grand Est et du Bas-Rhin

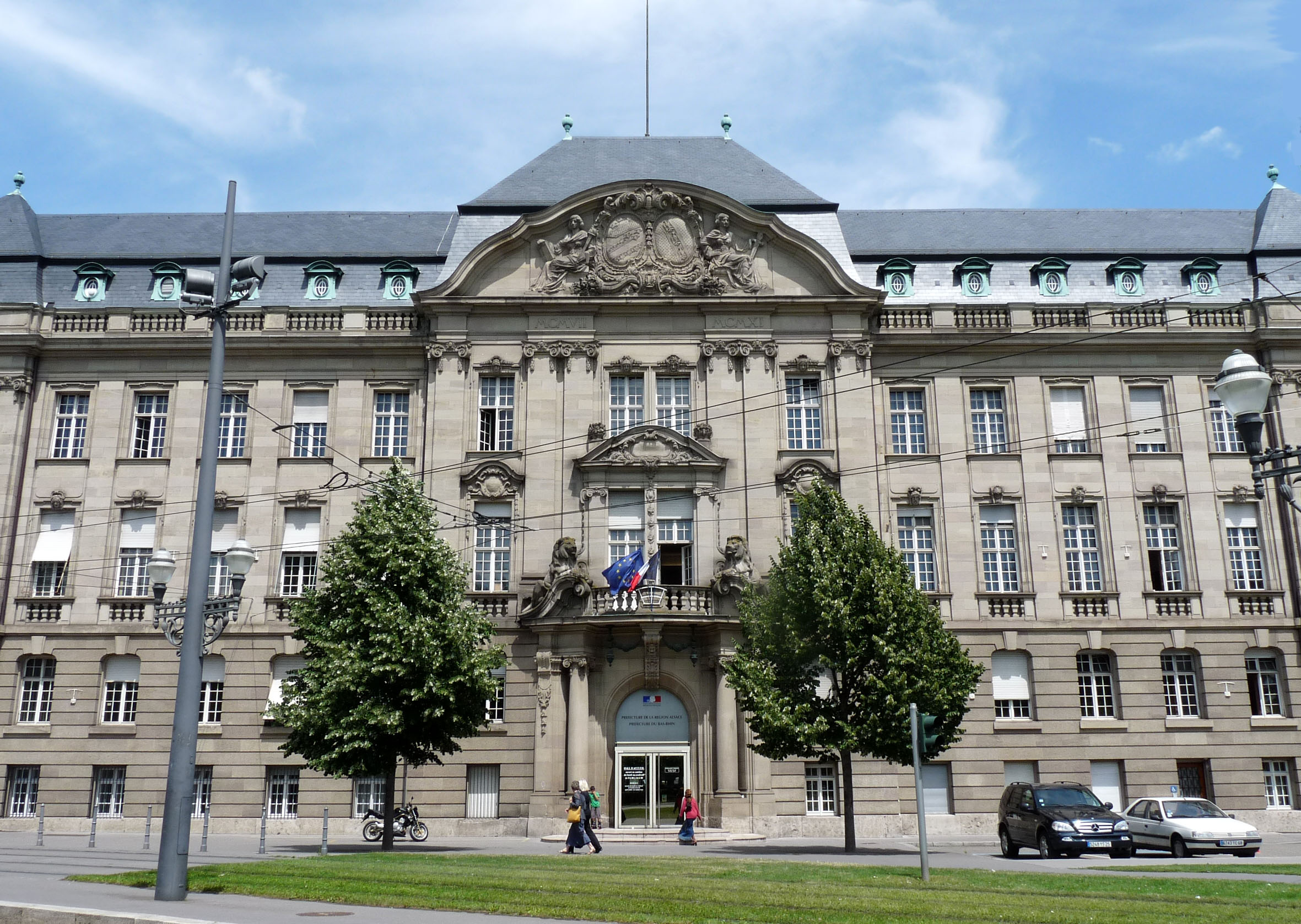
Teilansicht der Präfektur

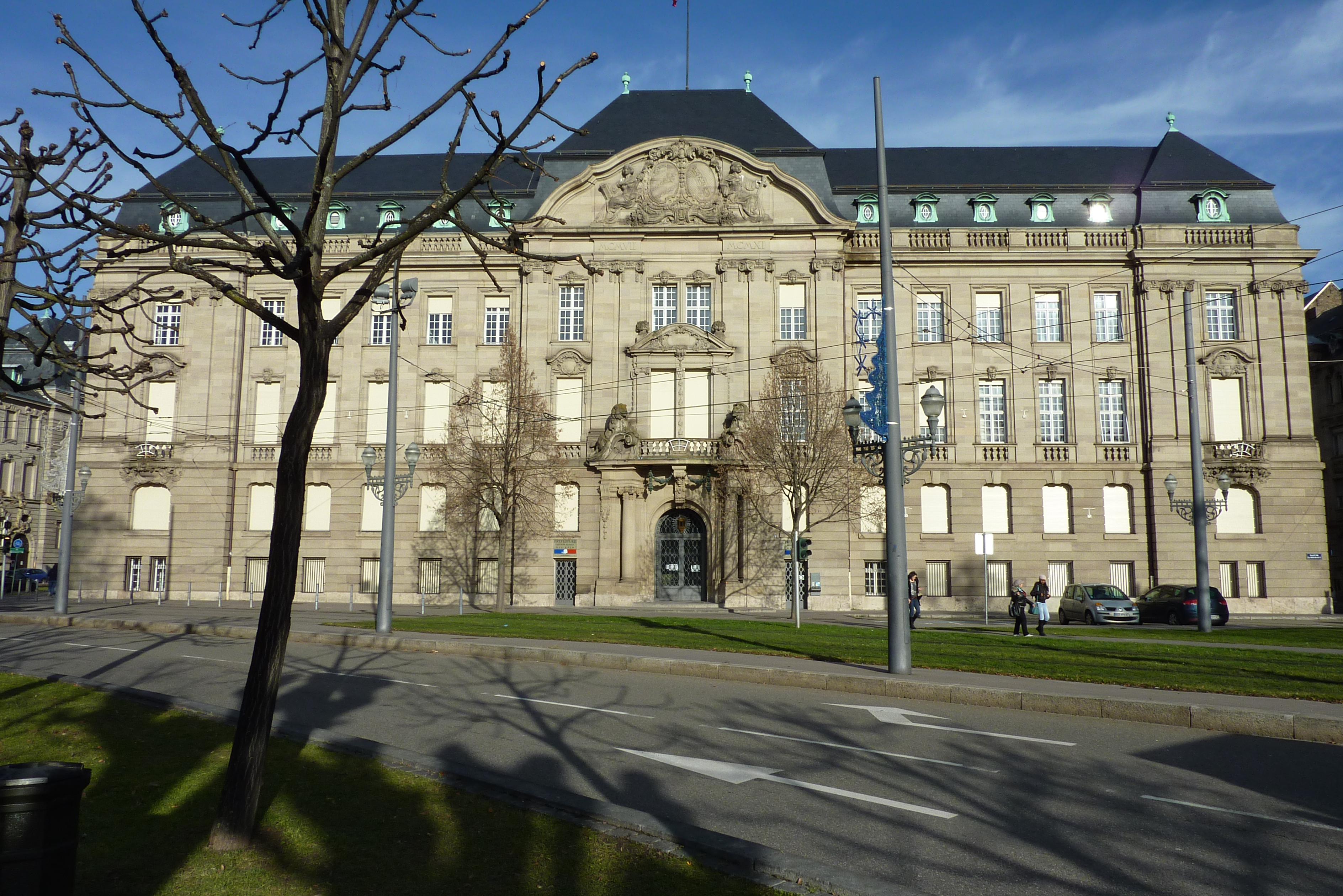
Gesamtansicht

Das Gebäude der heutigen Préfecture administrative de la région Grand Est et du Bas-Rhin (deutsch: Präfektur für die Region Grand Est und Bas-Rhin) wurde von 1907 bis 1911 errichtet und ist das jüngste von fünf Gebäuden deutscher Monumentalarchitektur am Place de la République in Straßburg. Der Bau wurde von Ludwig Levy als zweites Ministerialgebäude der Verwaltung der Reichslande Elsaß-Lothringen am ehemaligen Kaiserplatz der elsässischen Metropole entworfen.

## Lage
Das monumentale Ministerialgebäude nimmt die Nordostseite des weitläufigen Place de la République („Kaiserplatz“) ein, jenseits der Avenue de la Paix erhebt sich an der Nordwestseite ein vergleichbarer, etwas älterer Bau, der ebenfalls von Levy geplant wurde. Der Ende des 19. Jahrhunderts angelegte Platz bildet das Entrée zur Straßburger Neustadt, die in der Kaiserzeit angelegt wurde.

## Geschichte
Elf Jahre nach der Übernahme des Reichslandes Elsaß-Lothringen wurde 1882 am heutigen Standort der Präfektur ein provisorisches Gebäude für die Mitglieder der Landesausschusses errichtet. Mit seiner Fachwerksarchitektur ähnelte es einem „ländlichen Bahnhof“, zudem erfüllte es seinen Verwendungszweck nur unzureichend. Nachdem seit 1884 mit dem Bau des Kaiserpalastes die westliche Begrenzung des Platzes festgelegt war, riefen die Planer im Mai 1886 zum Wettbewerb für die Bebauung der Nordseite mit zwei repräsentativen Gebäuden für das Reichsamt für Elsaß-Lothringen auf. Gewinner war Baurat Ludwig Levy, Professor an der Großherzoglich Badischen Baugewerkeschule in Karlsruhe.
Von 1899 bis 1902 entstand zuerst der westliche Bau, der heute der regionalen Finanzverwaltung dient. Fünf Jahre später war der Baubeginn für das östliche Schwestergebäude, doch Levy starb im gleichen Jahr am 30. November 1907. Vollendet wurde das Bauwerk 1911 von Bauinspektor Schütz, dem auch einige Änderungen zugeschrieben werden. Die Straßburger Architekten Elbert, Hitzel und Burckhardt waren an Planung und Leitung der Arbeiten beteiligt. Der Bildhauer Alfred Marzolff (1867–1936) war für die Skulpturen und Dekorationen verantwortlich.
Seit dem Rückfall der Reichslande an Frankreich wurde das Gebäude als Innenministerium und Präfektur für das Département Bas-Rhin genutzt. Die Bombardierung Straßburgs im Zweiten Weltkrieg überstand es unbeschadet. In den Jahren 1967 bis 1972 erfolgten verschiedene Baumaßnahmen im Bereich des Innenhofs. Renovierungen der Dächer und des Haupteingangs fanden 2005 und 2009 statt. Mit dem Maison de la Région Strasbourg erhielt das Elsass, heute Großregion Grand Est, ein modernes Verwaltungsgebäude im Europaviertel.
Am 5. September 1996 wurde die Präfektur in die Denkmalliste eingeschrieben. Seit 2017 ist das Gebäude mit dem Ensemble der Straßburger Neustadt Teil des UNESCO-Weltkulturerbes.

## Monumentalarchitektur am Place de la République
- Palais du Rhin, ehemals Kaiserpalast, errichtet 1884–1889 durch Hermann Eggert
- Direction régionale des Impôts, ehemals Ministerialgebäude der Reichslande, errichtet 1899–1902 durch Ludwig Levy
- Préfecture administrative de la région Grand Est et du Bas-Rhin, ehemals Ministerialgebäude der Reichslande, errichtet 1907–1911 durch Ludwig Levy
- Bibliothèque nationale et universitaire de Strasbourg, ehemals Universitäts- und Landesbibliothek, errichtet 1889–1894 durch August Hartel und Skjøld Neckelmann
- Théâtre national de Strasbourg, ehemals Sitz des Landesausschusses, errichtet 1888–1892 durch August Hartel und Skjøld Neckelmann

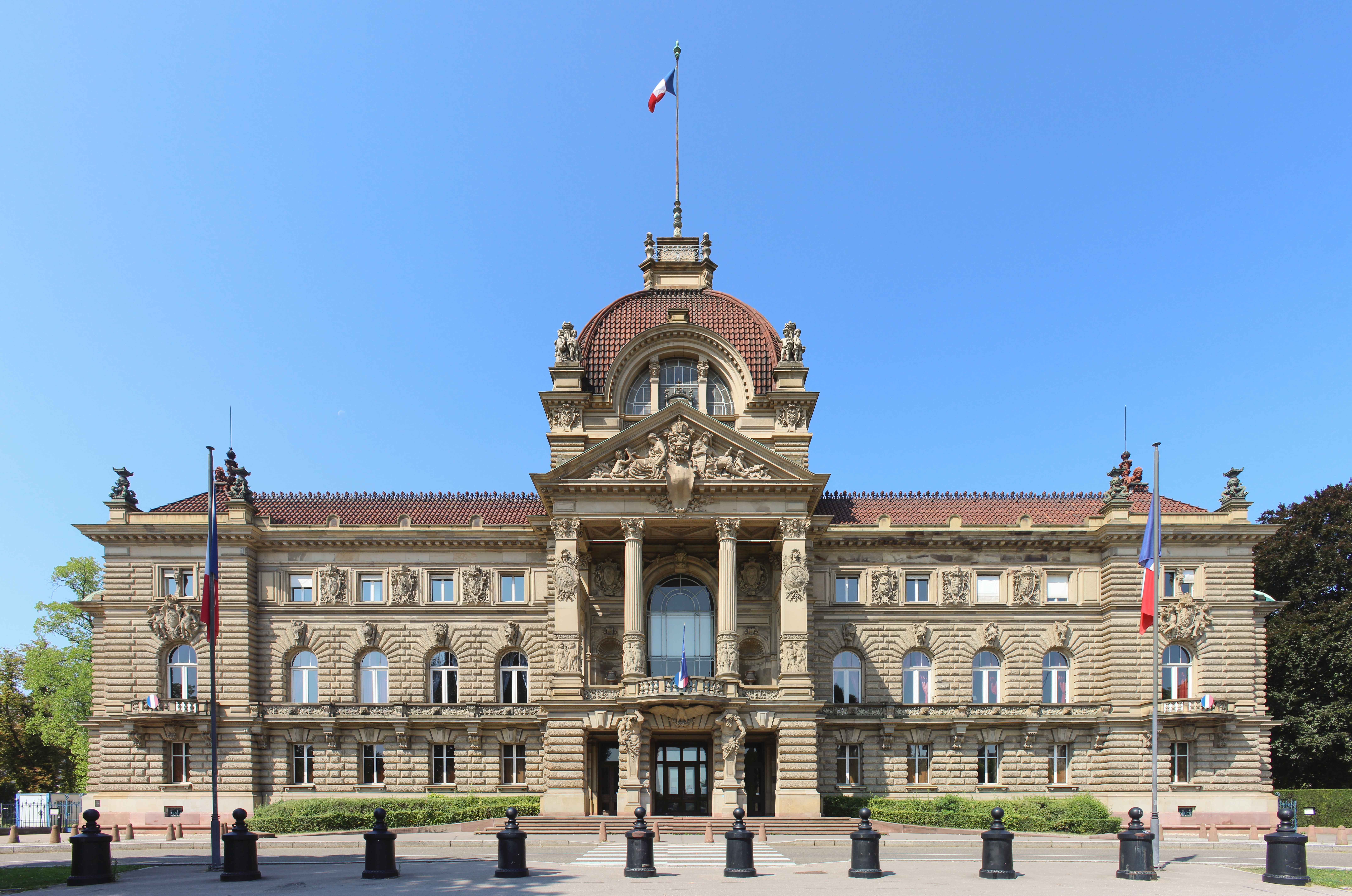
Palais du Rhin
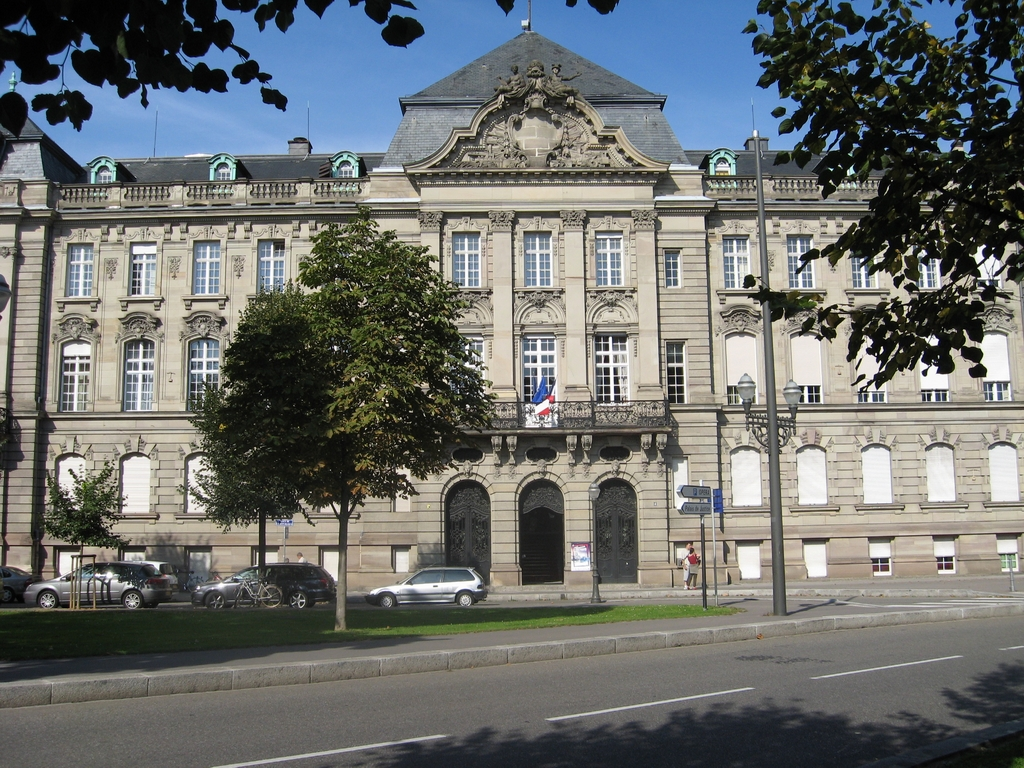
Direction des Impôts
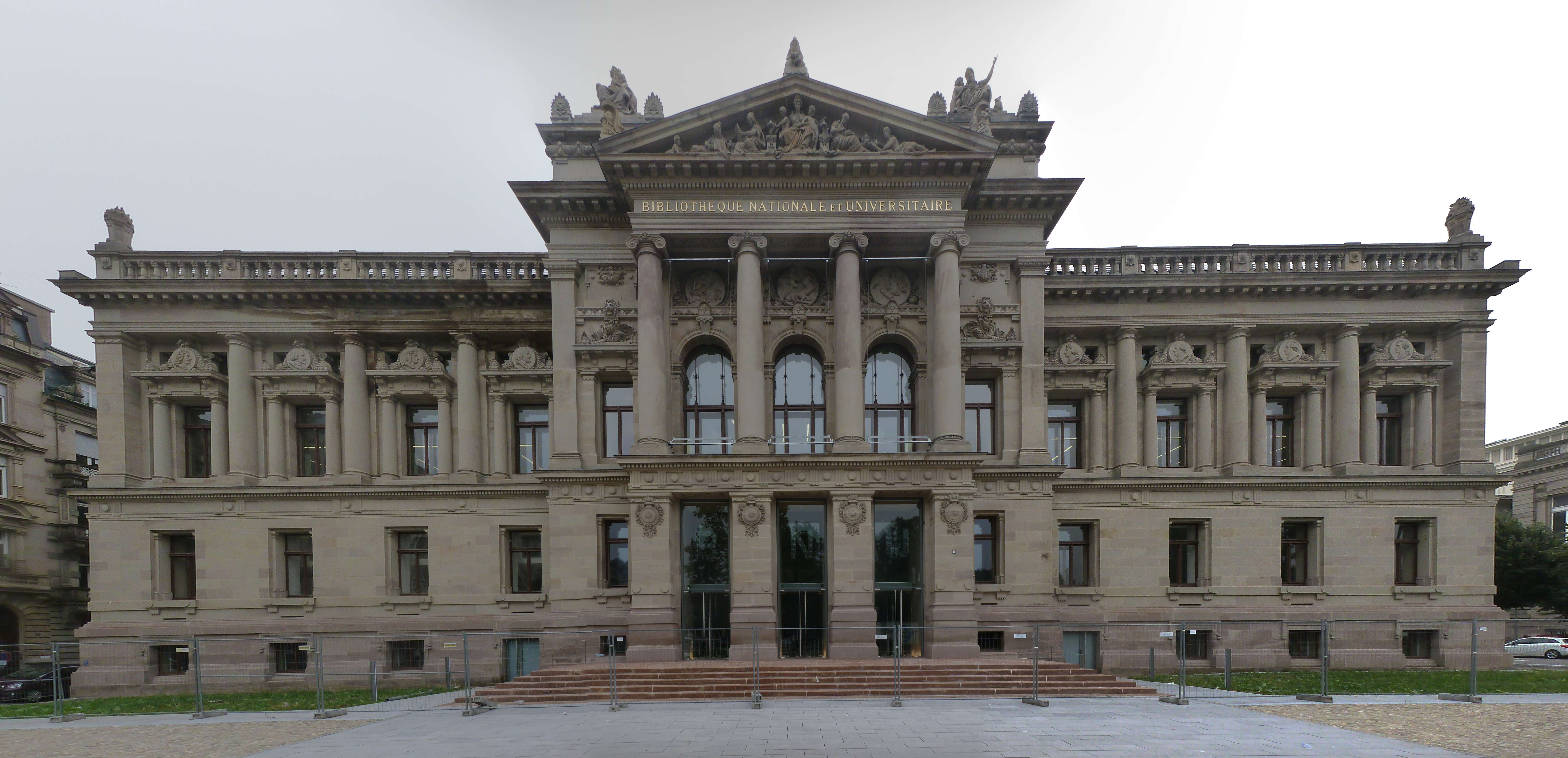
Bibliothèque nationale
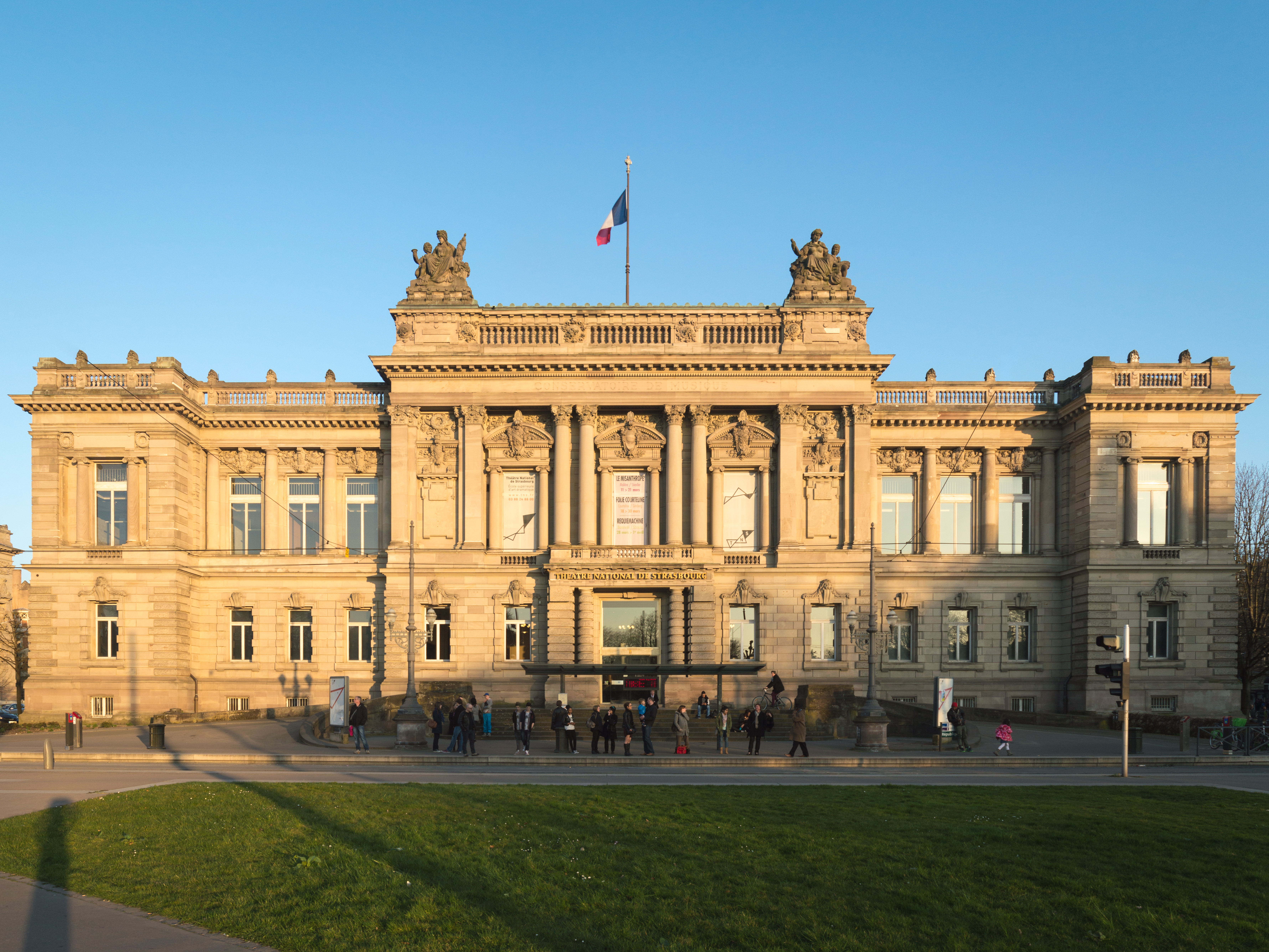
Théâtre national (TNS)